# Rachel de Queiroz
Rachel de Queiroz (portugisiska: [ʁaˈkɛw dʒi kejˈɾɔʃ]) (född 17 november 1910 i Fortaleza, död 4 november 2003 i Rio de Janeiro) var en brasiliansk lärare, författare, journalist, översättare, skribent och dramaturg. Via sin mor var hon släkt med José de Alencar.
Rachel de Quieroz föddes i nordöstra Brasilien men på grund av torkan i regionen flyttade familjen till Rio de Janeiro när hon var sju år. Hon levde många år i nordöstra Brasilien men även i Rio de Janeiro. Utbildad vid Colégio Imaculada Conceição blev hon lärare bara femton år gammal. Både i Fortaleza och Rio de Janeiro arbetade hon som journalist för olika tidningar.
Politiskt stod de Queiroz i början av sitt liv till vänster. Hon blev medlem av kommunistpartiet Partido Comunista Brasiliero 1931. 1954 tilldelades hon Saci pris. Senare i livet rörde sig de Queiroz efter hand åt höger. Hon blev erbjuden att bli utbildningsminister i regeringen Jânio Quadros men tackade nej. När militären tog makten i Brasilien 1964 blev hon medlem i partiet som stödde kuppen. Under diktaturens förste president Humberto de Alencar Castelo Branco var hon Brasiliens representant i Förenta Nationerna.
Hon valdes som första kvinna in i Brasilianska Litterära Akademin 1977 och tilldelades ett antal utmärkelser, bland andra det främsta priset för portugisiskspråkig litteratur, Camões pris. de Queiroz blev medlem i Cearás Litterära Akademi i samband med dess hundraårsfirande 15 augusti 1994.
| ”                   | Åh ... havet ... som en flytande himmel, också ändlöst. | „ |
| – Rachel de Queiroz |                                                         |   |

## Verk
Livsvillkoren för människorna i de inre nordöstra delarna av landet är centrala i de Queiroz författarskap. Även socialt och politiskt engagemang är centrala teman.
O Quinze
Debutromanen O Quinze (Året femton) är de Queiroz mest kända roman, utgiven 1930 när hon bara var 20 år. Titeln syftar på den omfattande torkan 1915 som orsakade många brasilianares död. Genom två familjers vedermödor under missväxtåret skildras livsvillkoren för brasilianarna i nordöstra Brasilien. O Quinze blev film 2004.
Andra betydande verk i urval:
- As três Marias (roman, 1939)
- Dôra, Doralina (roman, 1975)
- A Beata Maria do Egito (pjäs, 1958)
- Lampião (pjäs, 1953)
- O Menino Mágico (barnbok, 1969)